# 파주시법원도서관
파주시 법원도서관은 경기도 파주시 법원읍 소재의 도서관이다.

## 연혁
- 1997년 12월 26일 준공 및 개관

## 이용 안내
휴관일
- 정기 휴관일: 매월 둘째, 넷째주 월요일, 5째주 월요일
- 법정 공휴일: 일요일을 제외한 법정 공휴일
- 임시 휴관일: 도서관의 장서점검 및 도서정리, 시설의 수리 등 도서관장이 필요하다고 인정할 때
- 매월 다섯 째주 월요일은 열람실만 개방